# 先天 (唐)
先天（せんてん）は、唐の玄宗の治世に使用された元号。712年-713年。

## 西暦・干支との対照表
| 先天 | 元年  | 2年   |
| 西暦 | 712年 | 713年 |
| 干支 | 壬子  | 癸丑  |